# Giuseppe Delfino
Giuseppe Delfino, född 22 november 1921 i Turin, död 10 augusti 1999 i Turin, var en italiensk fäktare.
Delfino blev olympisk guldmedaljör i värja vid sommarspelen 1960 i Rom.